# Atletika na Letních olympijských hrách 1968 – 100 metrů ženy
 Běh na 100 metrů žen na Letních olympijských hrách 1968 se uskutečnil ve dnech 14. a 15. října na Olympijském stadionu v Ciudad de México. 

## Výsledky finálového běhu
| *                | jméno                    | země                   | čas  |
| ---------------- | ------------------------ | ---------------------- | ---- |
| Zlatá medaile    | Wyomia Tyusová           | Spojené státy americké | 11,0 |
| Stříbrná medaile | Barbara Ferrellová       | Spojené státy americké | 11,1 |
| Bronzová medaile | Irena Szewińská          | Polsko                 | 11,1 |
| 4                | Raelene Boyleová         | Austrálie              | 11,1 |
| 5                | Margaret Bailesová       | Spojené státy americké | 11,3 |
| 6                | Dianne Bowering-Burgeová | Austrálie              | 11,4 |
| 7                | Ťi Čeng                  | Čína                   | 11,5 |
| 8                | Miguelina Cobiánová      | Kuba                   | 11,6 |